# Завадский, Дмитрий Александрович (бадминтонист)
Дмитрий Александрович Завадский (укр. Дмитро́ Зава́дський; 4 ноября 1988 Харьков, Украинская ССР) — украинский бадминтонист, чемпион Украины в одиночном разряде (2007, 2008, 2009, 2011, 2013,2014), парном разряде с Виталием Коновым (2009), смешанном парном разряде c Марией Диптан (2008, 2009, 2010, 2013), мастер спорта Украины международного класса.
Стиль игры Завадского можно охарактеризовать как защитно-комбинационный. Дмитрий отличается психолгической устойчивостью. Обладает хорошей игрой в защите и на сетке.
Победитель Кубка Европы 2015 года по бадминтону в индивидуальной категории.

## Биография
Начал заниматься бадминтоном с 7 лет в школьной секции бадминтона Харьковского Лицея Искусств № 133. Там он сразу попал к своему бессменному тренеру Михаилу Борисовичу Стерину.
Успехи к юному Диме приходят сразу — с 10-летнего возраста он активно участвует в различных детских соревнованиях. Уже в 2004 году 16-летний Дима начинает конкурировать с сильнейшими украинскими игроками и завоевывает бронзовую медаль на Кубке Украины.
В 2005 году дебютирует на турнирах европейской серии Гран-При: Babolat Slovak International 2005 и Yonex Czech International 2005(на обоих турнирах не сумел выйти из квалификационного раунда в основную сетку).
В 2007 году Завадский был посеян под первым номером на молодёжном чемпионате Европы (European Junior Championships 2007) в Фёльклингене (Германия), но проиграл в четвертьфинале.
C 2006 года входит в состав сборной Украины по бадминтону. Первый крупный турнир со сборной — Thomas Cup (европейский этап командного чемпионата мира) в греческих Салониках, где Дмитрий выступал третьим номером (после Владислава Дружченко и Валерия Атращенкова). Затем 2006 European Badminton Championships в голландском городе Хертогенбос.
В 2009 году выиграл два турнира европейской серии Гран-При: White Nights и Babolat Kharkov International.
Выступая за свой университет НТУ ХПИ, в 2010 году одержал победу на 7-м Чемпионате Европы среди студентов по бадминтону в мужском одиночном разряде, проходившем в городе Нанси. А годом ранее, в 2009 стал финалистом 6-го Чемпионата Европы среди студентов в Женеве.
Действующий чемпион Украины.
Дмитрий Завадский является участником программы европейской федерации бадминтона «Olympic Team 2012».
Квалифицировался от Украины на Летние Олимпийские игры 2012 в Лондоне. Там Дмитрий попал в группу «K» с представителем Германии Марком Цвиблером и игроком из Мальдив Мохамедом Рашидом.
Дмитрий участвовал в чемпионате мира, который проходил с 5 по 11 августа 2013 года в китайском городе Гуанчжоу. Там ему удалось пройти первый тур, обыграв финского спортсмена Eetu Heino со счетом 21-15, 21-13. В следующем раунде Дмитрий проиграл представителю Малайзии Wei Feng Chong, который был посеян под 15 номером.

## Клубная карьера
- до 2006 года — «Харьковская область» (Харьков)[18]
- 2006—2007 — ШВСМ (Харьков)[19]
- 2007—2008 — Новая Лига (Москва)[20]
- 2008 — 2012 — ЦСКА (Москва)[21]
- 2012 — н. в. — Мюльхайм-ан-дер-Рур (Мюльхайм-ан-дер-Рур, Германия)[22]

## Достижения
| Место | Соревнования | Дата | Место проведения/Турнир          | Соперник в финале  | Счет                |
| ----- | ------------ | ---- | -------------------------------- | ------------------ | ------------------- |
| 1     | Одиночки     | 2007 | Yonex Slovak International       | Сунэ Гавенхолт     | 21-14, 21-19        |
| 1     | Одиночки     | 2009 | White Nights                     | Станислав Пухов    | 21-18, 21-13*       |
| 1     | Одиночки     | 2009 | Babolat Kharkov International    | Кристиан Мидтгаард | 17-21, 21-8, 21-13  |
| 2     | Одиночки     | 2009 | Yonex Czech International        | Петр Кукал         | 17-21, 19-21        |
| 2     | Одиночки     | 2011 | Austrian International Challenge | Джен Хао Хсю       | 15-21, 12-21        |
| 2     | Одиночки     | 2011 | Kharkov International            | Брис Левердез      | 21-9, 14-21, 14-21  |
| 2     | Одиночки     | 2012 | Yonex Polish International       | Сюй Жэньхао        | 17-21, 10-21        |
| 1     | Одиночки     | 2012 | White Nights                     | Пшемыслав Ваха     | 21-16, 15-21, 21-18 |
| 1     | Одиночки     | 2012 | Turkiye International            | Адриан Дзиолко     | 21-19, 21-19        |

Примечание: * — Пухов был дисквалифицирован сразу же после финального матча за неспортивное поведение. В итоговом протоколе был записан счет 21-0, 21-0.